# クイーカ
クイーカ(葡：Cuíca, Cuíga)は、打楽器に分類される楽器の一種。「クイカ」とも表記されることもある。

## 概要
皮に垂直に短い棒を取り付けたもの。片面太鼓の皮の内側中央に付けられたこの棒を、ぬらした手やしめった布でこすり振動させることにより、独特の音を出す。棒を挟む指の力を調整したり、もう一方の手で皮の張力を調整することで、音の高低を作ることができる。9.25インチのものが比較的多く見られるが、特にプラスチックヘッドやプリマウントヘッドでは6、8、10インチのものもある。本皮ヘッドでは「ポッチ」のある竹ヒゴのポッチ部分を皮で包み込むようにして糸で留めるが、プラスチックヘッドの場合は小さな穴をナイロンナットおよび竹ヒゴ付きのナイロンボルトで挟み込んで固定することが多い。
ブラジル楽器で、サンバなどのブラジル音楽に多く使われる。

## 主な使用例

### 楽曲
- ソウル・ボサ・ノヴァ（英語版）(1962年) - 作曲クインシー・ジョーンズ。Billboard_200で112位。
- 僕とフリオと校庭で（1972年） - 作詞作曲ポール・サイモン。Billboard_Hot_100で22位。
- 死ね死ね団のテーマ（1972年） - 挿入歌　愛の戦士レインボーマン。
- 夏の夜のサンバ（1972年） - 和田アキ子の楽曲。
- Melô Da Cuica (1975年) - アジムス（Azymuth）の楽曲。
- ガンバの冒険（1975年） - オープニング曲
- A MEMORY OF MAJORCA（1979年） - 松岡直也 & ウィシングの楽曲
- ようこそジャパリパークへ(2017年) - 大石昌良が作詞・作曲・編曲、どうぶつビスケッツ[注 1]×PPP[注 2]の楽曲[1]。

### 効果音
- NHKの番組『できるかな』の「ゴン太くん」の声[2]。

## 類似する楽器
- ライオンズローア
- ワルトトイフェル